# Antonio Tejero
Antonio Tejero Molina (Alhaurín el Grande, 30 de abril de 1932) es un antiguo guardia civil español que alcanzó el rango de teniente coronel. Resultó expulsado del cuerpo tras ser condenado por rebelión militar por protagonizar el fallido golpe de Estado de 1981, en concepto de autor y con circunstancia agravante de reincidencia.

## Biografía

### Carrera militar
Antonio Tejero Molina ingresó en la Guardia Civil a los diecinueve años de edad, estudiando en la Academia General Militar de Zaragoza. En diciembre de 1955 fue promovido al empleo de teniente, siendo su primer destino Manresa, permaneciendo allí durante tres años. Solicitó su incorporación a la Policía Territorial del África Occidental Española, pero le fue denegada porque en Cataluña no se podía prescindir de efectivos. Con motivo de su ascenso al empleo de capitán en 1958 fue destinado a La Cañiza (Pontevedra) para el mando de una de las compañías del Miño. Después fue destinado a Andalucía (concretamente a Vélez-Málaga) y Canarias. En 1963 ascendió a comandante y fue destinado a Las Palmas de Gran Canaria. La etapa siguiente fue Badajoz, donde pasó los momentos más apacibles de su carrera.
Después de aquello su siguiente destino fue la Jefatura de la Comandancia de Málaga. Perdió el mando de la comandancia cuando evitó la manifestación de demócratas de diferentes partidos y juventudes que exigían la legalización de las organizaciones juveniles y la mayoría de edad a los dieciocho años, lo cual le costó un mes de arresto y el cese en la comandancia.
14 días de arresto y un posible cese que no ocurrió al final. En noviembre de 1978 se reunió en Madrid con unos amigos en la cafetería Galaxia, donde se diseñó la Operación Galaxia, costándole siete meses de prisión. Tras salir de prisión, pocos meses después, comenzó a planearse el 23-F.
Durante sus servicios en el País Vasco fue arrestado en tres ocasiones: la primera, por discrepar del ministro Rodolfo Martín Villa en relación con la retirada de la Guardia Civil de todos los lugares mayores de 20 000 habitantes; la segunda, por negarse a arrestar a dos guardias civiles que habían detenido y supuestamente maltratado a Amparo Arangoa, militante de la ORT y vocal del Consejo de Trabajadores de Navarra, y la tercera por pedir instrucciones sobre los honores que debía dispensar a la ikurriña. Este último supuso su traslado a la ciudad de Málaga, donde fue nuevamente sancionado:

... con motivo del entierro de un guardia civil, hijo de Málaga, muerto en Barcelona, se me ordenó que el entierro fuera a la hora de comer, en una furgoneta y por las calles menos transitadas. Y por mi orden, el cadáver del Guardia Civil salió a las doce de la mañana, a pie y por las principales calles y a hombros de su teniente coronel y otros compañeros...

## Operación Galaxia
Ya había sido procesado en 1979 por un intento de golpe de Estado conocido como Operación Galaxia. Por este hecho fue condenado a siete meses de cárcel. Junto a él, los otros dos conspiradores fueron un coronel del Estado mayor cuya identidad es desconocida y el capitán de la Policía Armada Ricardo Sáenz de Ynestrillas, que fue ascendido a comandante y que fue asesinado en un atentado terrorista a manos de ETA en Madrid el 17 de junio de 1986.

... Muchos enigmas envuelve también la conducta del comandante Cortina, no sólo por lo que se refiere a su actuación en los días que precedieron al 23-F y ese mismo día, sino por lo que afecta  a la conducta del CESID en los meses que precedieron a esta fecha. Y es que hay cosas que no encajan, que son incomprensibles. Una de ellas, la principal, creo yo, tratándose de un servicio de información, es que no estuviesen vigilados —¿o sí lo estaban?— los pasos del teniente coronel Tejero después de la llamada Operación Galaxia; y que pasara inadvertida para el CESID toda la actividad desplegada por el mismo, y los correspondientes encuentros con Armada y Cortina. ¿No es también muy raro?».

## Asalto al Congreso de los Diputados
La mañana del 23 de febrero de 1981 el teniente coronel Antonio Tejero la pasa en la Dirección de Tráfico de la Guardia Civil, hablando con el coronel Miguel Manchado, al mando. No tiene tropas bajo su mando, y necesita el apoyo de sus compañeros para asaltar el Congreso de los Diputados. Tejero contará con la ayuda decisiva del capitán de la Guardia Civil inscrito en el CESID Vicente Gómez Iglesias. No está aclarado, pero es posible que el comandante del CESID José Luis Cortina le proporcionara radiotransmisores con una frecuencia inusual que llamó la atención de los investigadores. Juan García Carrés, el único civil de la trama involucrado en el golpe de Estado, compró autobuses a los que puso a nombre de la mujer de Tejero que servirían para trasladar a los guardias civiles desde el cuartel hasta el Congreso de los Diputados.
La tarde del 23 de febrero, al mando de unos 200 guardias civiles, asaltó el Congreso de los Diputados, que en esos momentos celebraba la sesión de investidura como presidente del Gobierno de Leopoldo Calvo-Sotelo. Secuestró a todos los diputados hasta las 10 de la mañana del 24 de febrero de 1981, cuando se entregó al fracasar el golpe de Estado. Durante su irrupción en el Parlamento estuvo informado en todo momento por Juan García Carrés, abogado ultraderechista que fue dirigente del Sindicato Vertical Franquista. Para animarle le comunicó que la IIª Región militar (Sevilla, capitán general Pedro Merry Gordon), la IIIª (Valencia, capitán general Jaime Milans del Bosch), la IVª (Barcelona, capitán general Antonio Pascual Galmes) y la Vª (Zaragoza, capitán general Elícegui Prieto) apoyaban el nombramiento de Jaime Milans del Bosch como presidente del Gobierno. La Iª (Madrid, capitán general Guillermo Quintana Lacaci), Baleares (capitán general de la Torre Pascual) y Canarias (capitán general Jesús González del Yerro) eran dudosas. La VIIª Región Militar (Valladolid, capitán general Campano) le transmitió al rey Juan Carlos I que «está para lo que vos queráis», es decir, sea constitucional o no. Si el rey apoyaba el golpe él lo apoyaría, y si el monarca no lo secundaba entonces el capitán general Campano tampoco lo haría. Esto resultó peligroso porque varios golpistas estaban diciendo a sus superiores que las acciones que estaban haciendo eran apoyadas por el capitán general de las Fuerzas Armadas Españolas.[cita requerida]
Es difícil saber cuál era el objetivo final de la acción de Tejero aunque la mayoría de los autores lo ven incapaz de llevar a cabo una acción individual. La cuestión es dilucidar si su acción se correspondía con un golpe de timón destinado a crear un Gobierno de salvación nacional con el apoyo de la Casa Real, presidido por Alfonso Armada o si se trataba de dar un golpe de Estado militar dirigido por Milans del Bosch que acabara con el estado constitucional aprovechando el vacío de poder. Según el propio Tejero afirmó en 2023,  el rey había acordado con Armada el gobierno que se formaría, pero cuando Armada le comunicó sus planes de que en dicho gobierno hubiera representantes de todos los partidos (incluidos socialistas, comunistas y nacionalistas), no le permitió entrar en el hemiciclo y continuó con el secuestro esperando una sublevación militar de las principales ciudades, frustrando los planes de la Casa Real y de Armada.
Al poco tiempo, y siendo ya un intento vano, el comandante de infantería Ricardo Pardo Zancada, con 113 policías militares procedentes de la División Acorazada "Brunete" n.º 1 formada con cuatro capitanes, acudió al Congreso de los Diputados para acordonar el edificio e impedir la entrada de los GEO de la Policía Nacional. Pardo Zancada pretendía con esto dar a entender que Tejero no estaba solo.

... Posteriormente, sobre las 23:50 horas del día 23 de febrero de 1981, entró en el Congreso de los Diputados el general Armada, y ordenó al teniente coronel Tejero que retirase las tropas del hemiciclo, porque se iba a dirigir a los diputados para presentarles una oferta política de un gobierno presidido por él. Cuando ambos se encaminaba al salón de sesiones, el teniente coronel Tejero preguntó al general Armada si el teniente general Milans del Bosch formaría parte del gobierno y qué tipo de medidas se adoptarían contra el separatismo y el terrorismo, y como la respuesta del general Armada sobre la posible composición del gobierno no fue de la satisfacción del teniente coronel Tejero, éste impidió al general Armada la entrada en el hemiciclo...»
Utilizado como mercenario por parte de los generales más radicales de la intentona golpista, Tejero Molina ejecutó el asalto al Congreso para instaurar una dictadura "porque era su deber como miembro del sistema militar de España, aunque él estaba y sigue estando convencido de lo que hizo, pese a que sus respaldos no eran lo fieles que él esperaba, nunca ha mostrado arrepentimiento, junto con el exgeneral Milans del Bosch, aun sabiendo que al hacerlo se rebajaban sus años en prisión.

### Procesamiento y vida posterior
En 1983 fue procesado y condenado a treinta años de reclusión por un delito de rebelión militar consumado, con agravante de reincidencia, con pena accesoria de pérdida de empleo (es decir, la expulsión de la Guardia Civil y la pérdida del grado) e inhabilitación durante el tiempo de la condena; cumplió condena inicialmente en la prisión militar del castillo de la Palma en Mugardos, y posteriormente en el castillo de San Fernando en Figueras, en Alcalá de Henares y en la prisión naval de Cartagena. En septiembre de 1993 recibió el tercer grado y salió en libertad condicional el 3 de diciembre de 1996; fue el último de los procesados del 23 de febrero en ser liberado. En prisión escribió sus memorias, estudió idiomas y cursó la carrera de Geografía e Historia. 
Apartado y expulsado de la Guardia Civil, en la actualidad vive entre Madrid y su apartamento en Torre del Mar. Está casado, tiene seis hijos, uno de ellos sacerdote, y dedica la mayor parte del tiempo a pintar, afición que desarrolló en prisión. Sus únicas señales de vida pública fueron una carta escrita al director del diario Melilla Hoy criticando el estatuto de Cataluña, en 2006; una denuncia, en noviembre de 2012, al presidente de Cataluña, Artur Mas, por conspiración e intento de sedición; e hizo acto de presencia, el 24 de octubre de 2019, junto a otro grupo de personas en la puerta del cementerio de Mingorrubio para oponerse al proceso de exhumación e inhumación de los restos de Francisco Franco.
Con motivo del trigésimo aniversario del golpe de Estado, la atención mediática descubrió que estaba alojado en un hotel de lujo en el municipio de Los Llanos de Aridane, en la isla de La Palma.

## Partido político
En 1982 organizó desde la cárcel un efímero partido político de extrema derecha para presentarse a las elecciones generales, Solidaridad Española, utilizando el lema ¡Entra con Tejero en el Parlamento!, que recibió el respaldo de 28 451 votos en toda España.